# 1230 Riceia
1230 Riceia är en asteroid i huvudbältet som upptäcktes den 9 oktober 1931 av den tyske astronomen Karl Wilhelm Reinmuth. Asteroidens preliminära beteckning var 1931 TX1. Asteroiden fick senare namn efter Hugh Rice, amerikansk amatörastronom och föreståndare för Museum of Natural Sciences.
Asteroidens namn ingår även i en serie asteroidnamn, vars första bokstav är en hyllning till den tyske astronomen Gustav Stracke.
Riceias senaste periheliepassage skedde den 11 augusti 2022.